# 薩馬島
薩馬島 （英語：Samar）位於菲律賓中部，是米沙鄢群島最東的島嶼。下分三省：北薩馬省、東薩馬省和薩馬省。这三个省是東米沙鄢政區的一部分，莱特岛和比利兰岛是附近的岛屿省份。薩馬島面積13,429平方公里，是菲律宾的第三大岛，仅次于吕宋岛和棉兰老岛，比内格罗斯岛稍大一些。該島在2013年11月被颱風海燕重創。

## 地理與氣候

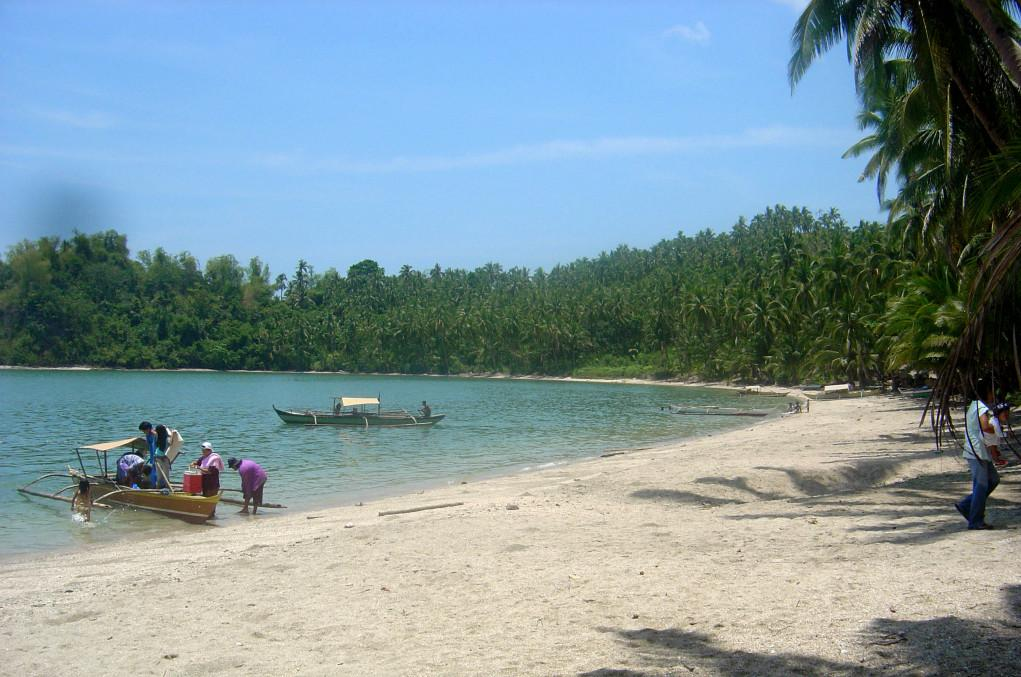
薩馬島Panapukan面臨薩馬海的海灘

薩馬島是在米沙鄢群岛最东端的岛屿。雷伊泰島和薩馬島是由聖華尼科海峽分开，在其最窄处只有大约两公里宽。有聖胡安尼克桥跨越海峡。比科尔半岛东南部的圣贝纳迪诺海峡将薩馬島和菲律賓最大的岛屿吕宋岛分开。薩馬島東部、北部面臨菲律宾海和太平洋。薩馬島西部面臨薩馬海。萨马岛南部的雷伊泰湾東毗菲律宾海和太平洋。
薩馬島上大部分是山區和叢林，热带雨林气候，有大量的热带动植物
。受從11月到4月和從8月至10月的季風影響，8月至4月是雨季。從5月至7月是比較乾燥的夏季。此外，夏季由於發生在太平洋西向的颱風，很容易在山區有非常強大的風雨。

## 城市
卡尔贝扬（Calbayog）是薩馬島以及薩馬省最大的城市。卡塔曼（Catarman）是北薩馬省的首府。菲律賓東部大學位於此。東薩馬省首府為博龍岸（Borongan）。

## 語言與產業
主要語言是瓦瑞瓦瑞語，宿务语、菲律賓語、英語也通。農業，林業，漁業是薩馬島的主要產業。農業有水稻、木薯、番薯、椰子等農產品。肯定的是，有很多颱風帶來的損壞，其次是20世紀80年代新人民軍反政府的游擊戰帶來的破壞，工業基礎在菲律賓相對的比較脆弱，人民比較貧窮。

## 歷史
雖然東南亞和中國的貿易蓬勃發展，米沙鄢群島不是一個統一的國家，薩馬的位置也稍有偏離主要海上貿易路線。
1521年斐迪南·麥哲倫率领西班牙船队首次环航地球。3月17日麦哲伦船队来到萨马岛附近一个无人居住的小岛上，以便在那里补充一些淡水，并让海员们休整一下。邻近小岛上的居民前来观看西班牙人，用椰子、棕榈酒等换取西班牙人的红帽子和一些小玩物。
然後，在1543年西班牙人路易·洛佩茲通過呂宋南部的部分達到薩馬島。將這些島嶼命名為（西班牙王子）菲利普二世（Feripinasu）群島，這是菲律賓當前名稱的由來。
1900年美菲战争，菲律賓游击战包围薩馬島北薩馬Catubig。1901年9月28日菲律賓游擊隊攻擊薩馬島東薩馬描籠義牙大屠殺，48名美軍第9步兵團的成員因此遇難。美軍雅各·H·史密斯將軍下令報復，殺害當地的10歲以上的每個菲律賓人。
在第二次世界大战中最具有决定性的海战之一－雷伊泰灣海戰在萨马岛南部的雷伊泰湾发生。

### 外部連結
- 薩馬省簡介（页面存档备份，存于）